# Alcantarea benzingii
Alcantarea benzingii (Leme) è una pianta della famiglia Bromeliaceae endemica del Brasile.